# کریستین رودریگز (دوچرخه‌سواری)
کریستین رودریگز (ایتالیایی: Cristián Rodríguez؛ زادهٔ ۳ مارس ۱۹۹۵) دوچرخه‌سوار اهل اسپانیا است.
از باشگاه‌هایی که در آن رکاب زده‌است می‌توان به ویلیر تریستینا–سله ایتالیا، و ویلیر تریستینا–سله ایتالیا، و کاخا رورال-سگوروس رخا اشاره کرد.